# Document Freedom Day
Der Document Freedom Day ist ein weltweiter Aktionstag. Er wurde eingeführt, um auf die Bedeutung offener Standards hinzuweisen.

## Idee und Konzept

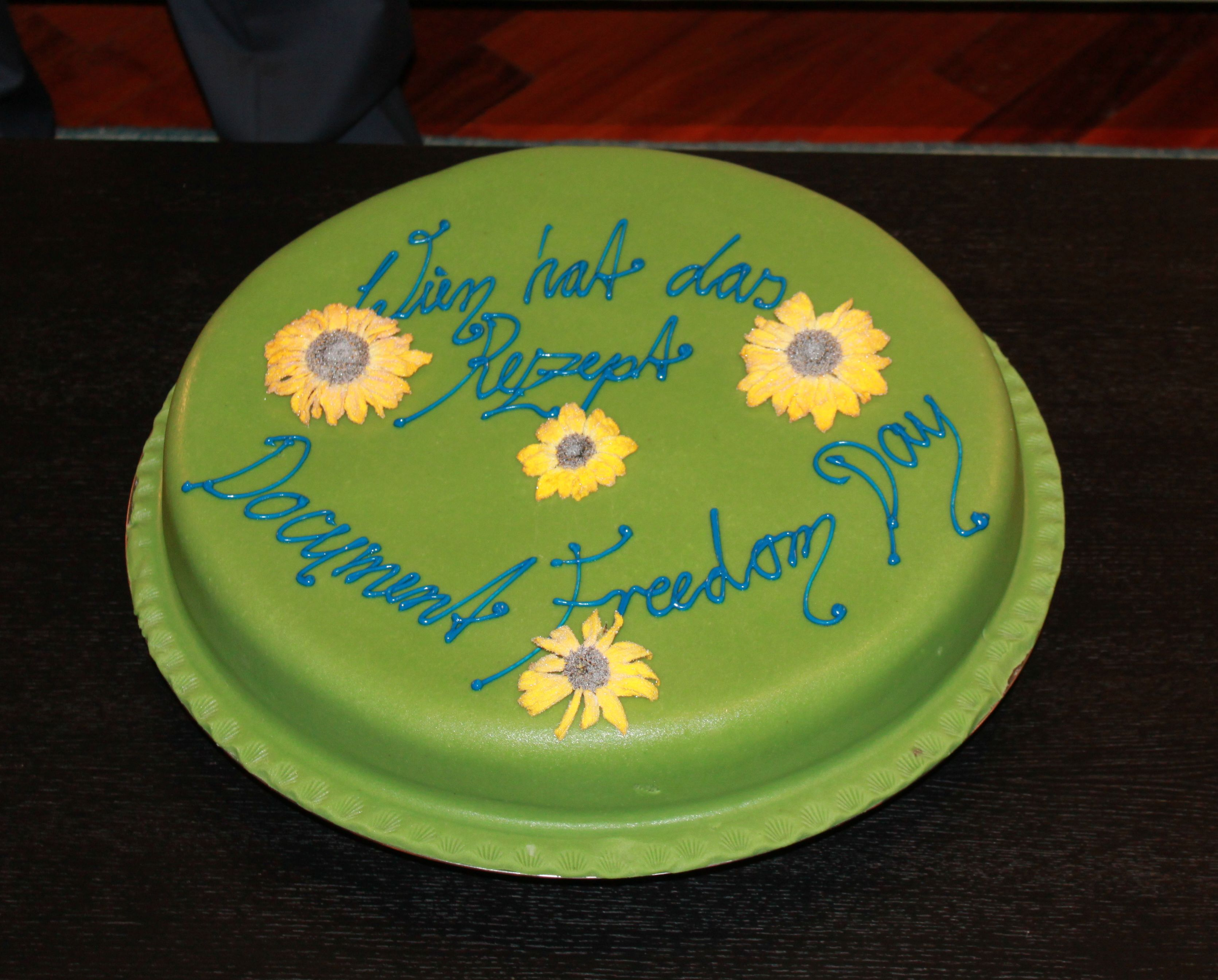
Torte zum Document Freedom Day für die Stadt Wien für das Open Data Portal der Stadt

Der Document Freedom Day wird am letzten Mittwoch im März begangen. An diesem Tag werden weltweit Internetauftritte ausgezeichnet, die offene Standards, insbesondere maschinenlesbare Dokumente, als Regel anbieten. Den Preisträgern wird dabei häufig eine Torte mit dem Schriftzug Document Freedom Day überreicht. Im Jahr 2012 wurde der Tag an rund 50 Orten weltweit mit unterschiedlichen Events begangen.
Prinzipiell notwendig für eine solche Auszeichnung ist, dass die Daten der Preisträger in offenen Dokumentenformaten publiziert werden. Dies ist die Voraussetzung, um Daten im Sinne von Open Data der Allgemeinheit zur Verfügung zu stellen. Sinnvoll eingesetzt können offene Daten beispielsweise dazu beitragen, im Straßenverkehr Staus zu vermeiden oder Bürgern helfen, ihr Anliegen – etwa erhöhte Lärm- oder Staubwerte – zu belegen.

## Auszeichnungen

### 2011
2011 wurde in Deutschland der Internetauftritt tagesschau.de durch die Free Software Foundation Europe (FSFE) ausgezeichnet, da alle Videobeiträge auch in dem offenen Format Ogg Theora angeboten wurden.

### 2012
Im Jahr 2012 wurde in Karlsruhe das Unternehmen 1&1 für die automatische Bereitstellung des offenen Standards XMPP (früher Jabber) in den Mailangeboten ausgezeichnet.
In Berlin wurde im Beisein eines Vertreters der FSFE durch die Berliner Fraktion Bündnis 90/Die Grünen die Stadt Wien mit einer Torte ausgezeichnet. Diese wurde an den österreichischen Botschafter, Ralph Scheide, übergeben, und trug zusätzlich den Schriftzug „Wien hat das Rezept“. Begründet wurde dies mit dem seit Mai 2011 freigeschalteten Open Government Data Portal der Stadt Wien, welches umfangreiche Daten aus allen Verwaltungsbereichen enthält. Durch die Creative-Commons-Lizenz ist die Nutzung der Daten standardisiert und vereinfacht.
Der Wiener Standard ist insbesondere dem Engagement des Landtagsabgeordneten Klaus Werner-Lobo, des Chief Information Officer Johann Mittheisz und der Stadträtin Sandra Frauenberger zu danken. Weitere Städte haben die Errichtung eines Open-Data-Portals auf den Weg gebracht. Insbesondere das planvolle Vorgehen Wiens war hier früh richtungsweisend.